# أرفاتو
أرفاتو هي شركة خدمات عالمية مقرها في جوترسلوه، ألمانيا. تشمل خدماتها دعم العملاء وتكنولوجيا المعلومات والخدمات اللوجستية والتمويل. يعود تاريخ أرفاتو إلى قسم خدمات الطباعة والصناعة في شركة بيرتلسمان؛ تم تقديم الاسم الحالي في عام 1999. اليوم، أرفاتو هي واحدة من ثمانية أقسام من شركة بيرتلسمان، مجموعة وسائل الإعلام والخدمات والتعليم. في عام 2016، كان لدى أرفاتو حوالي 68463 موظفًا وبلغ إجمالي مبيعاتها 3.84 مليار يورو.